# 魯布路
魯布路（排灣語：Ruprun），是台灣排灣族伊拉部落（Tabasan，位於今屏東縣三地門鄉，北排灣群）傳說中建立部落的開基祖，他建立了部落、被切下來的身體則成為了族人。

## 簡述
魯布路是一個巨人，他的一步就可以橫跨山頭的兩個部落，還曾經因為嫌天空太低而用一根杵把天空推高。傳說他是來自舊高燕部落（padain，位於今屏東縣瑪家鄉）的Taruzarum家族，喜歡吃泥土、蜈蚣、青蛙、魚類和山豬。

### 研究
學者根據傳說中魯布路的身世判斷，伊拉部落最早是來自於舊高燕部落的體系。

## 造人傳說
魯布路的妻子是從海洋另一頭嫁來的女神魯固勞（Rugurao），她很不喜歡丈夫的生活習慣和巨大的身軀，因此憤而把魯布路關節以下的四肢砍下來。魯布路的指頭變成了平民、指根部則變成了貴族。

### 類似版本
魯布路的經歷跟達拉發站部落造人神話中，被篤努勞（Drungulau）女神所殺死的丈夫勞本勒（Ljaupeleng）十分類似，勞本勒本身也有身體部位很巨大的傳說、其妻子和篤努勞的名字發音也很類似，且兩個部落的頭目家族都來自舊高燕體系，兩者很有可能是神話傳播時出現的變體。